# Риньє
Риньє́, Ріньє (фр. Rigney) — муніципалітет у Франції, у регіоні Бургундія-Франш-Конте, департамент Ду. Населення — 378 осіб (01.01.2021). Селище Ла-Рош-сюр-л'Оньон на території сучасного муніципалітету Риньє є найімовірнішим місцем походження першої герцогської родини Афінського герцогства, родини Де ля Рош.
Муніципалітет розташований на відстані близько 330 км на південний схід від Парижа, 20 км на північний схід від Безансона.

## Історія
Селище Ла-Рош-сюр-л'Оньон на території сучасного муніципалітету Риньє є найімовірнішим місцем походження першої герцогської родини Афінського герцогства, родини Де ля Рош.
У 1956-2015 роках муніципалітет перебував у складі регіону Франш-Конте. Від 1 січня 2016 року належить до нового об'єднаного регіону Бургундія-Франш-Конте.

## Демографія
Динаміка населення (INSEE ):
Розподіл населення за віком та статтю (2006):
| Стать | Всього | До 15 років | 15-24 | 25-44 | 45-64 | 65-85 | Понад 85 |
| --- | ------ | ----------- | ----- | ----- | ----- | ----- | -------- |
| Чоловіки | 213    | 62          | 16    | 62    | 41    | 20    | 12       |
| Жінки | 210    | 54          | 12    | 62    | 50    | 28    | 4        |
| \| Статево-вікова піраміда \| Статево-вікова піраміда \| Статево-вікова піраміда \| \| ----------------------- \| ----------------------- \| ----------------------- \| \| Чоловіки \| Вік \| Жінки \| \| 12 \| 85 + \| 4 \| \| 4 \| 80-84 \| 4 \| \| 12 \| 75-79 \| 12 \| \| 4 \| 70-74 \| 4 \| \| 0 \| 65-69 \| 8 \| \| 8 \| 60-64 \| 4 \| \| 4 \| 55-59 \| 12 \| \| 12 \| 50-54 \| 17 \| \| 17 \| 45-49 \| 17 \| \| 25 \| 40-44 \| 8 \| \| 8 \| 35-39 \| 29 \| \| 25 \| 30-34 \| 17 \| \| 4 \| 25-29 \| 8 \| \| 4 \| 20-24 \| 4 \| \| 12 \| 15-20 \| 8 \| \| 29 \| 10-14 \| 17 \| \| 25 \| 5-9 \| 33 \| \| 8 \| 0-4 \| 4 \| |        |             |       |       |       |       |          |
| Статево-вікова піраміда |        |             |       |       |       |       |          |
| Чоловіки | Вік    | Жінки       |       |       |       |       |          |
| 12 | 85 +   | 4           |       |       |       |       |          |
| 4 | 80-84  | 4           |       |       |       |       |          |
| 12 | 75-79  | 12          |       |       |       |       |          |
| 4 | 70-74  | 4           |       |       |       |       |          |
| 0 | 65-69  | 8           |       |       |       |       |          |
| 8 | 60-64  | 4           |       |       |       |       |          |
| 4 | 55-59  | 12          |       |       |       |       |          |
| 12 | 50-54  | 17          |       |       |       |       |          |
| 17 | 45-49  | 17          |       |       |       |       |          |
| 25 | 40-44  | 8           |       |       |       |       |          |
| 8 | 35-39  | 29          |       |       |       |       |          |
| 25 | 30-34  | 17          |       |       |       |       |          |
| 4 | 25-29  | 8           |       |       |       |       |          |
| 4 | 20-24  | 4           |       |       |       |       |          |
| 12 | 15-20  | 8           |       |       |       |       |          |
| 29 | 10-14  | 17          |       |       |       |       |          |
| 25 | 5-9    | 33          |       |       |       |       |          |
| 8 | 0-4    | 4           |       |       |       |       |          |

## Економіка
2010 року серед 258 осіб працездатного віку (15—64 років) 191 була активною, 67 — неактивними (показник активності 74,0%, у 1999 році було 79,5%). З 191 активної мешканців працювало 185 осіб (93 чоловіки та 92 жінки), безробітними було 6 (3 чоловіки та 3 жінки). Серед 67 неактивних 22 особи були учнями чи студентами, 27 — пенсіонерами, 18 були неактивними з інших причин.

У 2010 році в муніципалітеті числилось 161 оподатковане домогосподарство, у яких проживали 416,0 особи, медіана доходів виносила 18 574 євро на одного особоспоживача